# Oopali Operajita

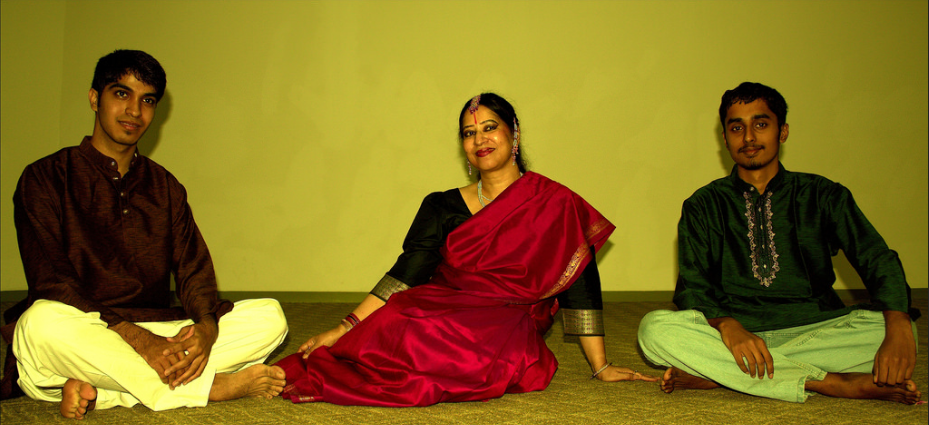
Oopali Operajita

Oopali Operajita es un asesor a dirigentes mundiales de la política pública y asuntos internacionales, un héroe planetario, un principal y un celebrado indio de Odissi y Bharatanatyam, coreógrafo y bailarín.

## Biografía
Oopali Operajita estudió en Rishi, una escuela de valle. Fue educado en las universidades de Delhi y Dalhousie en Canadá, donde fue un becario de la Fundación Rotativa Ambassadorial y de la universidad Carnegie Mellon en Estados Unidos. Es hijo de educadores indios legendarios e intelectuales públicos, profesor de Bidhu Bhusan Das y de Prabhat Nalini Das.
Es socio de una Facultad Señalada en la Universidad Carnegie Mellon, donde fue nombrado en 1990 fundador legendario por el presidente Richard Cyert, y asesor a muchos de los dirigentes prominentes de India en el Lok Sabha. Es también fundador de primera competición de Aventura de Tecnología Sostenible de Asia. En 2007, trajo tecnologías limpias y sostenibles a mercado a través de entrepreneurship, para realizar sostenibilidad en el planeta. La competición ha devenido un movimiento, y tiene una huella de algunos 60.000 estudiantes en todo el mundo. Sus socios académicos son India fabled e institutos indios de Tecnología (IITs).